# Den tavse mand
Den tavse mand (originaltitel The Quiet Man) er en amerikansk film fra 1952 med John Wayne, Maureen O'Hara, Victor McLaglen og Barry Fitzgerald i hovedrollerne. Filmen er instrueret af John Ford og baseret på en novelle af Maurice Walsh. Filmen er kendt for sine flotte billeder af det irske landskab og den lange, afsluttende og halvkomiske nævekamp mellem Wayne og McLaglen.
Filmen vandt Oscars for bedste instruktion og fotografering.

## Handlingen
Historien handler om Sean Thornton (spillet af John Wayne), der er en irsk-amerikansk professionel bokser, som kæmper under navnet "Trooper Thorn". Efter at han ved et uheld har dræbt en modstander under en kamp, flytter han fra USA til Irland for at overtage familiens gård. Han ender med at forelske sig i og gifte sig med den iltre Mary Kate Danaher (spillet af Maureen O'Hara), som er søster til den ikke alt for begejstrede lokale storbonde "Red" Will Danaher. Danaher vil ikke give sin søster den fulde medgift, som hun er berettiget til.
Sean er parat til at lade sagen falde, men Mary Kate er besluttet på at få sin medgift for enhver pris, og hun tror, at Seans modvilje mod at kæmpe er et udslag af fejhed. Faktisk er han traumatiseret af at have dræbt en modstander i bokseringen. To lokale præster, Fader Lonergan (spillet af Ward Bond) og pastor Playfair (spillet af Arthur Shields) blander sig for at føre de nygife sammen igen. Til slut klarer Sean og Will sagerne med en slåskamp, Sean genvinder Mary Kates kærlighed, og alt ender godt.

## Produktion
Filmen var noget af et skift for Wayne og Ford, der begge var mest kendt for deres westerns. Det var også et skift for Republic Pictures, som fik muligheden for at bakke Ford op, i hvad der blev opfattet som et risikabelt foretagende. Det var første gang, at selskabet, der var mest kendt for sine lavbudgetsfilm, udgav en film, der blev nomineret til en Oscar.
Ford havde læst novellen i 1933 og købt den for 10 dollars. Det tog over 12 år at få filmen finansieret og indspillet. Republic Pictures, der var et lille selskab, gik med til at finansiere filmen med O'Hara, Wayne og Ford på betingelse af, at de tre gik med til at lave en western for Republic. De indvilgede alle tre, og efter at have indspillet Rio Grande tog de til Irland og begyndte optagelserne.
Der er mange skuespillere fra den irske teaterverden med i filmen, bl.a. Barry Fitzgeralds bror, Arthur Shields, samt en masse irske statister.
Mange scener blev optaget i byen Cong i County Mayo og omkring Ashford Castle i Cong. Byen og borgen har ikke ændret sig meget siden 1952, og forbindelsen til filmen har gjort den til en turistattraktion.